# Via do mevalonato

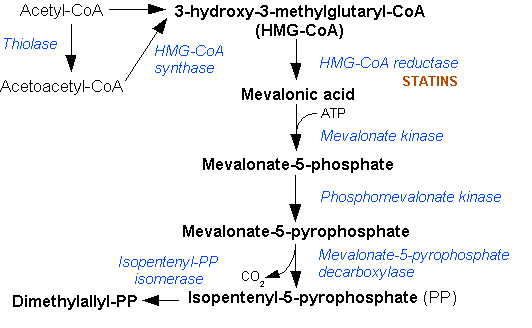
A via do mevalonato

A via do mevalonato, também designada via da HMG-CoA redutase ou via dependente do mevalonato, é uma via metabólica existente em todos os eucariontes superiores e em diversas bactérias. É importante na produção de pirofosfato de dimetilalilo (DMAPP) e pirofosfato de isopentenilo (IPP), que são precursores na biossíntese de moléculas usadas em processos tão diversos como a manutenção da membrana celular ou a N-glicosilação.

## Regulação e retroalimentação
Diversas enzimas importantes podem ser activadas após a detecção de níveis baixos de colesterol dentro da célula. Há então estímulo da via do mevalonato, assim como aumento da captação de lipoproteínas (através da regulação do receptor das lipoproteínas de baixa densidade, LDL). A regulação da via é feita também através do controlo da tradução do mRNA da enzima HMG-CoA redutase, da degradação desta enzima e da sua fosforilação.

## Farmacologia
Alguns medicamentos têm a via do mevalonato como alvo:
- Estatinas (usadas em caso de elevados níveis de colesterol);
- Bifosfonatos (usados no tratamento de diversas doenças degenerativas do osso).